# Nikolaj Čerkasov (ciclista)
Nikolaj Andreevič Čerkasov (in russo Николай Андреевич Черкасов?; Omsk, 26 settembre 1996) è un ex ciclista su strada russo, professionista dal 2018 al 2022 con il team Gazprom-RusVelo. Negli anni da prof non ha colto successi, nel 2019 si è però classificato terzo alla Coppa Agostoni e al Giro di Toscana.

## Palmarès
- 2013 (Juniores)

Campionati russi, Prova a cronometro Juniores
3ª tappa Tour du Valromey (Rumilly > Songieu)
Campionati europei, Prova a cronometro Juniores

### Altri successi
- 2013 (Juniores)

Classifica giovani Internationale Niedersachsen-Rundfahrt der Junioren
2ª tappa Aubel-Thimister-La Gleize (Thimister, cronosquadre)

## Piazzamenti

### Classiche monumento
- Milano-Sanremo

2018: 147º
- Giro di Lombardia

2019: 46º

### Competizioni mondiali
- Campionati del mondo

Toscana 2013 - Cronometro Junior: 9º
Toscana 2013 - In linea Junior: 39º
Richmond 2015 - Cronometro Under-23: 28º
Richmond 2015 - In linea Under-23: ritirato
Bergen 2017 - In linea Under-23: 63º
Innsbruck 2018 - Cronometro Under-23: 32º
Innsbruck 2018 - In linea Under-23: 35º

### Competizioni continentali
- Campionati europei

Olomouc 2013 - Cronometro Junior: vincitore
Tartu 2015 - Cronometro Under-23: 15º
Tartu 2015 - In linea Under-23: 103º
Plumelec 2016 - In linea Under-23: 56º